# Alfred Winkler (General)
Alfred Winkler (* 26. Oktober 1926) ist ein ehemaliger deutscher Polizeioffizier. Er war Kommandeur der Offiziershochschule des Ministeriums des Innern – Bereitschaften in Dresden.

## Leben
Winkler schloss sich der SED an und wurde Angehöriger der Deutschen Volkspolizei (VP) und studierte an der Militärakademie „Friedrich Engels“. Von 1961 bis 1968 war er Leiter der Verwaltung Ausbildung des Ministeriums des Innern der DDR (Nachfolger von Karl Mellmann). Im Jahr 1968 wurde er als Oberst der VP Kommandeur der Fachschule des MdI - Bereitschaften in Dresden, die am 10. Mai 1971 vom Minister des Innern und Chefs der Deutschen Volkspolizei, Friedrich Dickel, den Status einer Offiziershochschule des Ministeriums des Innern der DDR und den Ehrennamen „Artur Becker“ verliehen bekam. Am 26. Juni 1975 wurde er zum Generalmajor ernannt und am 27. Juni 1988 zum Generalleutnant befördert und 1990 entlassen.

## Auszeichnungen
- 1971 Vaterländischer Verdienstorden in Bronze, 1979 in Silber und 1986 in Gold
- 1983 Orden Banner der Arbeit Stufe I
- 1986 Verleihung der Ehrendoktorwürde (Dr. paed. h. c.) durch den Wissenschaftlichen Rat der Pädagogischen Hochschule „Karl Friedrich Wilhelm Wander“ Dresden.[3]